# Mycomya maoershana
Mycomya maoershana är en tvåvingeart som beskrevs av Wu och Yang 1994. Mycomya maoershana ingår i släktet Mycomya och familjen svampmyggor. Inga underarter finns listade i Catalogue of Life.